# Aéroport de Vitória da Conquista
L'aéroport de Vitória da Conquista aussi appelé aéroport Pedro Otacílio Figueiredo (code IATA : VDC • code OACI : SBQV) est l'aéroport de la ville de Vitória da Conquista au Brésil.
Il est exploité par Socicam.

## Historique
L'aéroport est exploité par Socicam depuis 2008.

## Situation
| \| 200 km1:42 212 000 \| São Paulo-Guarulhos São Paulo-Congonhas Brasília Rio-Galeão Belo Horizonte Campinas Rio-Santos-Dumont Recife Porto Alegre Salvador Fortaleza Curitiba Florianópolis Belém Vitória Goiânia Manaus Navegantes |
| 200 km1:42 212 000 |

## Statistiques
Pour des raisons techniques, il est temporairement impossible d'afficher le graphique qui aurait dû être présenté ici.

Voir la requête brute et les sources sur Wikidata.

## Compagnies aériennes et destinations
| Compagnies              | Destinations                                          |
| ----------------------- | ----------------------------------------------------- |
| Azul Brazilian Airlines | Belo Horizonte, São Paulo/Campinas, Salvador de Bahia |
| Gol Transportes Aéreos  | São Paulo/Guarulhos                                   |
| VoePass                 | Salvador de Bahia, São Paulo/Guarulhos                |

Édité le 27/02/2020

## Accidents et incidents
- 6 mars 1955: un Douglas DC-3/C-53-D-FAIRE (enregistrement PP-YPZ) s'est écrasé lors de l'approche de la piste à Vitória da Conquista. Lors d'un virage à gauche, l'avion a percuté un poteau, s'est écrasé et a pris feu. Sur les 21 passagers et membres d'équipage à bord, 5 sont morts[1].
- 9 octobre 1985: un Embraer EMB110C Bandeirante (enregistrement PT-GKA) au départ de Vitória da Conquista et à destination de Salvador da Bahia s'est écrasé lors du décollage de Vitória da Conquista. Les deux membres d'équipage sont morts[2].
- 25 août 2010: un Embraer ERJ-145, Vol 2231, s'est écrasé à l'approche de Vitória da Conquista. Deux des 27 personnes à bord ont été blessés. La compagnie aérienne a déclaré que l'avion n'était pas en mesure d'abaisser son train d'atterrissage[3].

## Accès
L'aéroport est situé à 3 km du centre-ville de Vitória da Conquista.